# Worpswede
Worpswede est une commune allemande de l'arrondissement d'Osterholz, dans le land de Basse-Saxe. Ce lieu de détente reconnu par l'Etat est aussi célèbre pour sa colonie d'artistes fondée à la fin du XIXe siècle, qui réunissait des architectes, des peintres et des sculpteurs de l'Art nouveau, de l'impressionnisme et de l'expressionnisme.

## Géographie
Worpswede est situé au mlieu du Teufelsmoor (« marais du diable »), paysage naturel à environ 20 kilomètres au nord-est de Brême.

### Quartiers
Le territoire communal comprend 8 localités :
| - Worpswede - Hüttenbusch - Mevenstedt | - Neu Sankt Jürgen - Ostersode - Schlußdorf | - Überhamm - Waakhausen |

## Histoire et culture

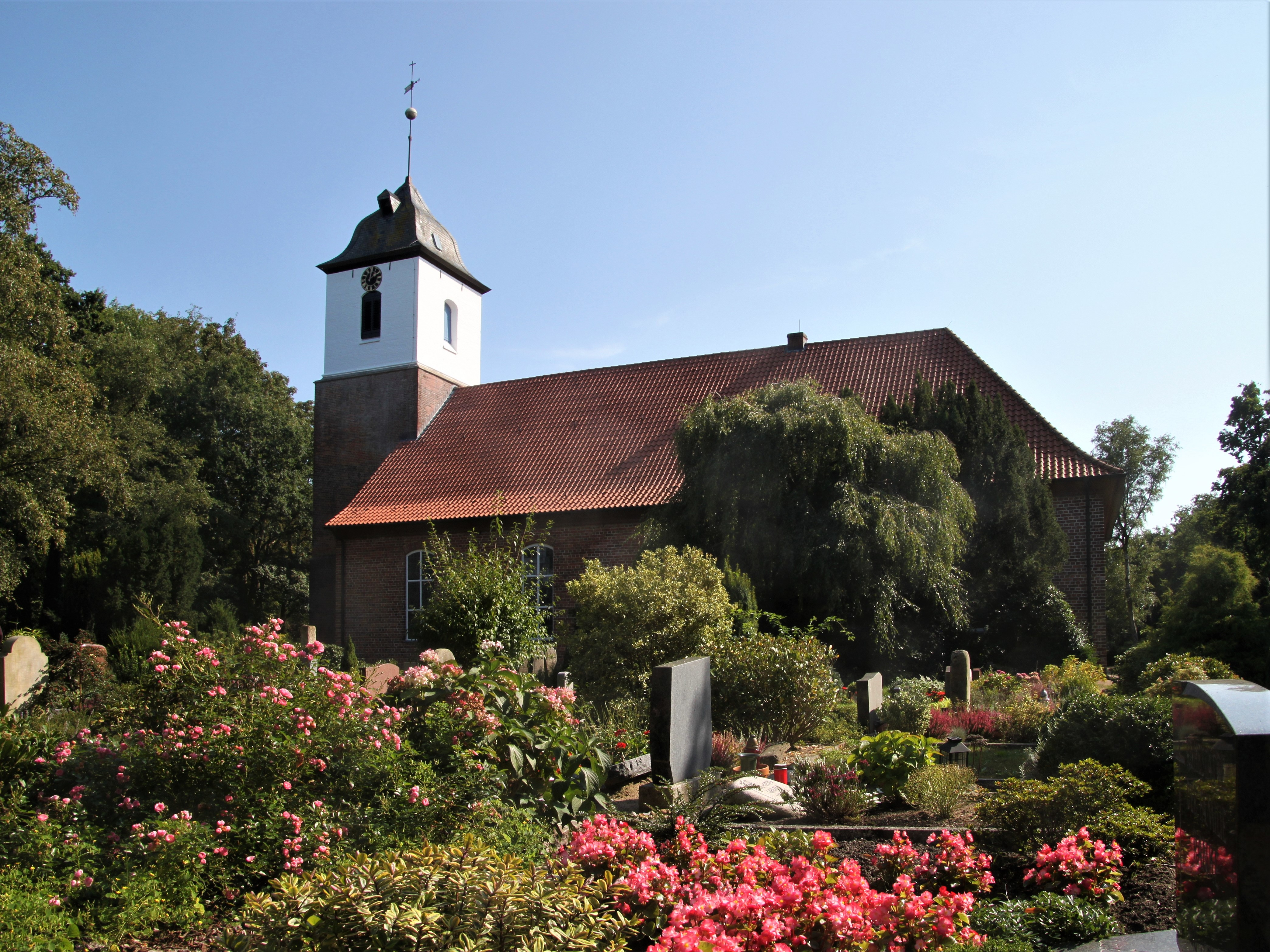
Église de Sion.

Le village a été fondé sur les domaines de l'abbaye d'Osterholz et fut mentionné pour la première fois en 1218. Pendant des siècles, il faisait partie de l'archevêché de Brême. 
Après la guerre de Trente Ans, en vertu des traités de Westphalie signés en 1648, le lieu est incorporé dans les duchés de Brême-et-Verden gouvernés par l'Empire suédois ; la propriété a été cédée au landgrave Frédéric de Hesse-Eschwege. Pendant la grande guerre du Nord, en 1715, la région a été revendue au profit de l'électorat de Hanovre. Vers 1750, on commença à assécher les marais dans les environs.

### Colonie d'artistes
La commune est célèbre pour avoir été longtemps un refuge privilégié des arts dans la région. En 1889, un petit groupe de peintres se rassemble à Worpswede pour former une communauté recherchant, loin des conventions de la peinture académique, un contact direct avec la Nature et pour s’imprégner d'une esthétique nouvelle, inédite. Leur source d’inspiration est l’École française des Impressionnistes. 

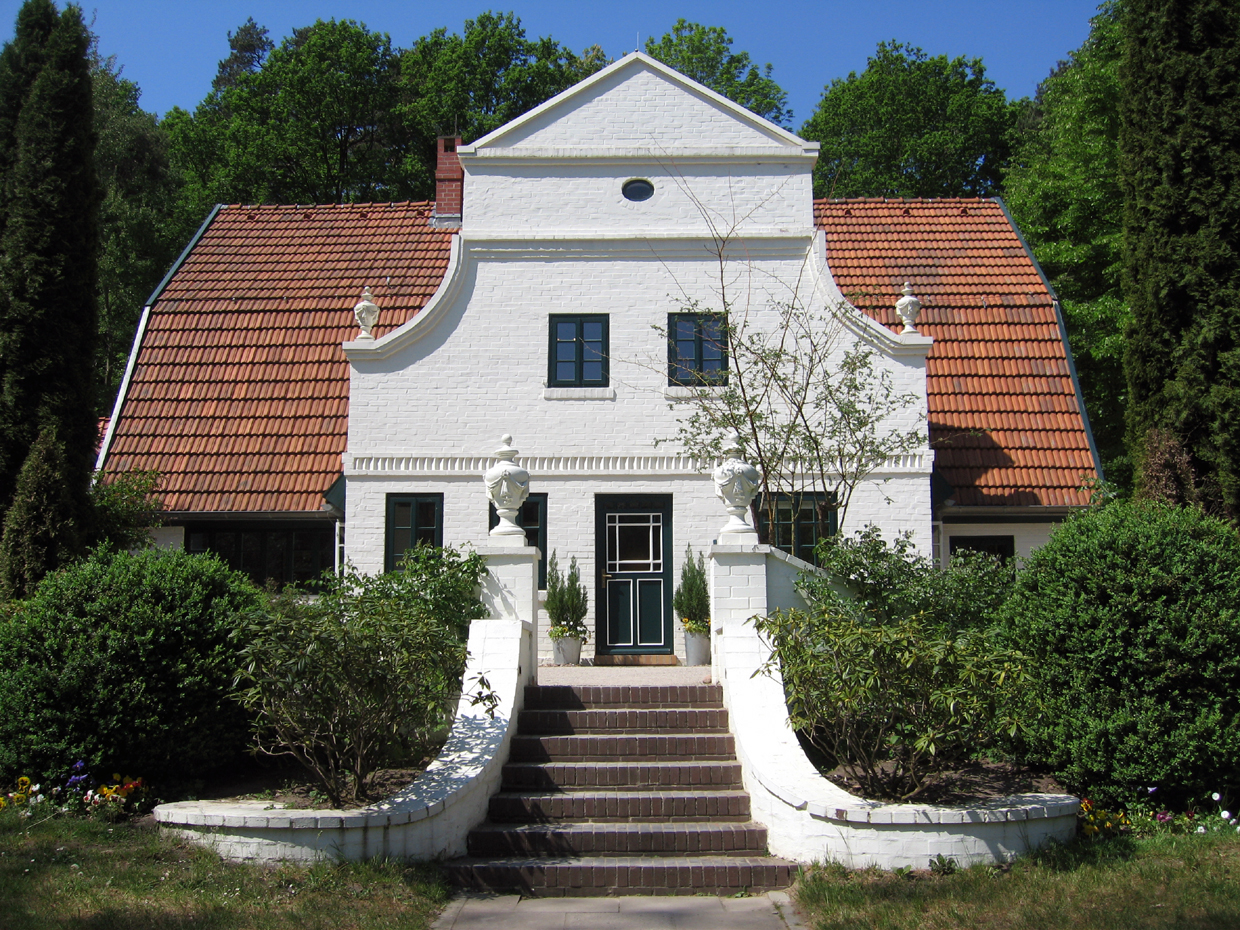
Barkenhoff, aujourd'hui musée Heinrich-Vogeler.

Ces peintres produisent une série de tableaux qui représentent le paysage déjà fortement anthropisé du nord-ouest de l'Allemagne à cette époque. Heinrich Vogeler y achète une ferme en 1895, Barkenhoff (aujourd'hui musée), où il invite des artistes significatifs. Parmi les représentants les plus importants de cette École de Worpswede, on compte : Heinrich Vogeler, Otto Modersohn, Paula Modersohn-Becker, Hans am Ende, Fritz Mackensen et Fritz Overbeck.
Heinrich Vogeler dessine les plans de la gare en 1910. Il ouvre une communauté socialiste utopiste dans les années 1910 qui demeure active jusqu'en 1932, dans sa propriété.
Aujourd'hui encore, près de cent trente artistes y vivent de manière permanente.

## Personnalités célèbres
- Hans am Ende (1864-1918), peintre,
- Fritz Mackensen, peintre et écrivain,
- Paula Modersohn-Becker, peintre,
- Otto Modersohn, peintre et époux de la précédente,
- Rainer Maria Rilke, poète,
- Hans Georg Rauch, dessinateur et graveur (1939-1993), qui y est mort,
- Ottilie Reylaender (de) (1882-1965), peintre[1],
- Stephan Schlemper, luthier d'art, fabricant de magnifiques guitares classiques,
- Carl Vinnen (de) (1863-1922), peintre,
- Heinrich Vogeler, peintre et décorateur,

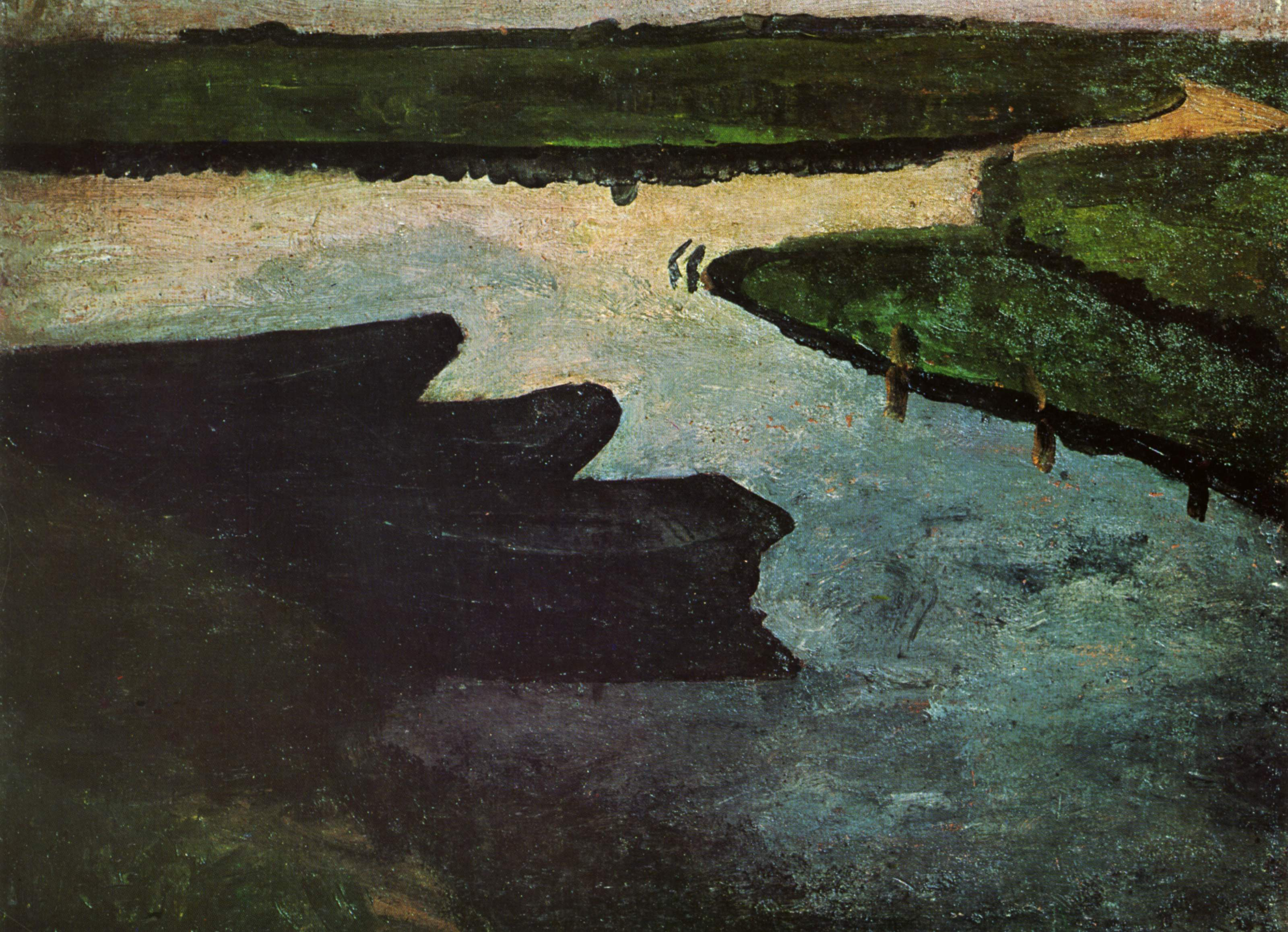
Paula Modersohn-Becker: Moorkanal mit Torfkähnen, vers 1900

- Clara Westhoff, sculptrice,
- Oskar Zwintscher, peintre,

### Première génération
- Hans am Ende, peintre,
- Walter Bertelsmann, peintre,
- August Haake, peintre,
- Theodor Herrmann, peintre,
- Bernhard Hoetger, architecte, peintre, sculpteur,
- Karl Krummacher, peintre,
- Fritz Mackensen, peintre,
- Otto Modersohn, peintre,
- Paula Modersohn-Becker, peintre,
- Fritz Overbeck, peintre,
- Hermine Overbeck-Rohte, peintre,
- Wilhelm Scharrelmann, écrivain,
- Alfred Schulze, architecte,
- Walter Schulze, architecte, peintre,
- Hede von Trapp, poétesse, écrivaine, graphiste,
- Carl Vinnen, peintre,
- Heinrich Vogeler, peintre,
- Carl Emil Uphoff, peintre,
- Clara Westhoff, sculpteur...

### Seconde génération
- Wilhelm Bartsch, peintre,
- Jürgen Bertelsmann, peintre,
- Heinz Dodenhoff, peintre et chanteur,
- Manfred Hausmann, écrivain,
- Bernhard Huys, peintre,
- Robert Koepke, peintre et graphiste,
- Otto Meier, céramiste,
- Leberecht Migge, architecte paysagiste,
- Martin Paul Müller, peintre et graphiste,
- Richard Oelze, peintre,
- Lisel Oppel, peintre,
- Udo Peters, peintre de paysages,
- Agnes Sander-Plump, peintre,
- Lore Schill, peintre,
- Feodor Szerbakow, peintre,
- Otto Tetjus Tügel, peintre et chanteur,
- Bram van Velde, peintre,
- Fritz Uphoff, peintre,
- Carlo Weidemeyer, graphiste, peintre et architecte,
- Paul Ernst Wilke, peintre...

### Artistes contemporains
- Bernd Altenstein, sculpteur,
- Monika Breustedt, artiste multi-support[2]
- Hans Jürgen Burmeister, graphiste,
- Heinz Cymontkowski, peintre,
- Heinrich Hannover, écrivain,
- Uwe Hässler, peintre, graphiste, sculpteur,
- Margarete Jehn, écrivaine, chansonnière,
- Wolfgang Jehn, compositeur,
- Martin Kausche, peintre, illustrateur,
- Lothar Klimek, photographe,
- Friedrich Meckseper, peintre,
- Peer Meter, écrivain,
- Friederike Michelsen, graphiste, peintre, écrivain,
- Pit Morell, peintre, conteur,
- Waldemar Otto, sculpteur,
- Moritz Rinke, dramaturge, écrivain,
- Johannes Schenk, marin, écrivain, peintre,
- Peter-Jörg Splettstößer, peintre,
- Natascha Ungeheuer, peintre,
- Tobias Weichberger, peintre, etc.,
- Arrigo Wittler, peintre,
- Michael Wildenhain, écrivain...